# Beihou Hu
Beihou Hu är en sjö i Kina. Den ligger i provinsen Jiangxi, i den sydöstra delen av landet, omkring 62 kilometer öster om provinshuvudstaden Nanchang. Beihou Hu ligger 14 meter över havet. Arean är 0,33 kvadratkilometer. Den ligger vid sjön Xiaokou Hu. Trakten runt Beihou Hu består till största delen av jordbruksmark. Den sträcker sig 1,0 kilometer i nord-sydlig riktning, och 0,6 kilometer i öst-västlig riktning.
Genomsnittlig årsnederbörd är 2 308 millimeter. Den regnigaste månaden är juni, med i genomsnitt 395 mm nederbörd, och den torraste är oktober, med 33 mm nederbörd.